# Seilala Sua
Seilala Mang Sua (Fort Lauderdale, 25 febbraio 1978) è un'ex discobola e pesista statunitense.

## Palmarès
| Anno | Manifestazione    | Sede     | Evento           | Risultato | Misura | Note |
| ---- | ----------------- | -------- | ---------------- | --------- | ------ | ---- |
| 1996 | Mondiali juniores | Sydney   | Getto del peso   | 8ª        | 15,04  |      |
| 1996 | Mondiali juniores | Sydney   | Lancio del disco | Argento   | 56,32  |      |
| 1999 | Mondiali          | Siviglia | Lancio del disco | 6ª        | 63,73  |      |
| 2000 | Olimpiadi         | Sydney   | Lancio del disco | 10ª       | 59,85  |      |
| 2001 | Mondiali          | Edmonton | Getto del peso   | 17ª       | 16,61  |      |
| 2001 | Mondiali          | Edmonton | Lancio de disco  | 5ª        | 63,74  |      |
| 2004 | Olimpiadi         | Atene    | Lancio del disco | -         | NM     |      |
| 2005 | Mondiali          | Helsinki | Lancio del disco | 16ª       | 57,68  |      |